# Deûle
La Deûle /døl/ (in olandese e fiammingo occidentale: Deule /ˈdøːlə/) è un fiume del nord della Francia (nella regione Alta Francia) che scorre al confine con il Belgio.
Nasce dalle colline a sud-ovest di Lens e ha un percorso di circa 60 km; la prima parte del suo corso (13,6 km) ha il nome di Souchez.
Larga parte del suo corso è oggi canalizzato e navigabile (da Lens a Deûlémont).
Nella parte più vicina alla sorgente, attraversa ancora in larga parte territori incontaminati ed è conosciuto con il nome di Souchez.
Attraversa la città di Lilla prima di sfociare nel fiume Lys.